# Vitus Bering Medaillen
Vitus Bering Medaillen er en dansk medalje, der uddeles af Det Kongelige Danske Geografiske Selskab. Medaljen blev indstiftet 1942 som en udløber af 300-året for Vitus Berings død 1741.
Medaljen er udformet af medaljør ved Den Kgl. Mønt Harald Salomon og viser på den ene side et et kort over Beringstrædet med omgivelser og på den anden side en laurbærkrans, der omgiver navnet på medaljemodtageren. Modellerne blev fremstillet i to eksemplarer i bronze, hvoraf det ene ejes af Det Kongelige Danske Geografiske Selskab, mens det andet tilhører Horsens købstad. Udgifterne til fremstilling af medaljen blev afholdt af Vitus Berings Mindefond.

## Modtagere
(listen er ikke komplet)
- 6. marts 1956: Niels Erik Nørlund
- 8. oktober 1963: Niels Nielsen
- 1. december 1970: Torsten Hägerstrand
- 1. oktober 1974: Viceadmiral A.H. Vedel
- 7. december 1976: Sigurður Þórarinsson
- 3. november 1981: Valter Schytt
- 25. november 1986: Viceadmiral Sven Thostrup